# 좀비버
《좀비버》(영어: Zombeavers)는 미국에서 제작된 조던 루빈 감독의 2014년 코미디 공포 영화이다. 레이철 멜빈, 허치 데이노, 코트니 팜 등이 출연하였다. 존 메이어의 첫 장편 영화 출연작이기도 하다. 앨 캐플런, 존 캐플런, 조던 루빈이 공동 각본을 작성하였다.
영화 예고편은 2014년 2월 초에 공개되어 바이럴 영상이 되었다. 2014년 4월 19일 트라이베카 영화제에서 전 세계 최초로 상영되었다. 미국에서는 2015년 3월 20일 개봉했다. 2014년 12월 DVD로 출시되었다.
대표 홍보 문구는 "You'll all be dammed!“이다.

## 줄거리
두 트럭 운전수가 독성 화학 물질을 운반하던 중 실없는 농담을 나누며 정신을 팔다가 사슴 한 마리를 치면서 통 하나가 트럭에서 굴러떨어진다. 하류로 흘러내려간 통은 한 비버 댐에 닿고, 뚫린 구멍을 통해 액체가 분출돼 비버 몇 마리를 적신다. 이들 좀비버에게 물리면 앞으로 튀어나온 큰 앞니가 새로 돋아나고 손톱이 길어지며 꼬리가 생기고 피를 갈구하게 된다.
영화 말미에 겨우 살아남은 조이가 지나가던 트럭 앞을 막아서고 손을 흔들지만 운전수들은 영화 초반 때와 마찬가지로 부주의로 조이를 그대로 치고 만다.
엔딩 크레디트에서 재즈 가수 닉 어마도가 주제곡을 통해 영화 전체 내용을 감미롭게 요약해 들려준다.

## 출연
- 레이철 멜빈 - 메리 도트리 역
- 허치 데이노 - 샘 역
- 코트니 팜 - 조이 역
- 제이크 위어리
- 빌 버
- 렉스 린
- 브렌트 브리스코
- 로버트 R. 셰이퍼
- 존 메이어
- 프레드 태터쇼어